# Myrmarachne lupata
Myrmarachne lupata là một loài nhện trong họ Salticidae.
Loài này thuộc chi Myrmarachne. Myrmarachne lupata được Ludwig Carl Christian Koch miêu tả năm 1879.